# Lasek Buloński
Lasek Buloński (fr. Bois de Boulogne, wym. bwa.d(ə).bu.lɔɲ) – park o powierzchni 846 ha położony w 16. dzielnicy Paryża.

## Historia
Lasek Buloński powstał na bazie resztek starego lasu dębowego zwanego Bois de Rouvray, wzmiankowanego po raz pierwszy w roku 717. Król Childeryk II podarował te ziemie opactwu Saint-Denis, które założyło tu parę klasztorów. Jednakże król Filip II August odkupił terytorium od zakonników i przeznaczył je na las myśliwski. W 1256 Izabela, siostra Ludwika Świętego, założyła tam klasztor. W 1308 król Filip IV Piękny zbudował w lesie kościół, na pamiątkę swojej pielgrzymki do Boulogne-sur-Mer nazwany kościołem Bulońskiej NMP. Od nazwy świątyni zaczęto też nazywać bulońskim cały kompleks leśny.
W czasie wojny stuletniej las stał się siedliskiem bandytów i w 1416–1417 wojska księcia Burgundii spaliły znaczną część lasu, by pozbyć się przestępców. Dopiero król Ludwik XI Walezjusz polecił powtórnie zalesić całe terytorium, choć stworzył tam dwie przesieki, którymi wiodły szlaki handlowe. Od tego czasu był to znów teren łowiecki, ale coraz częściej wykorzystywano go do urządzania dworskich zabaw plenerowych.

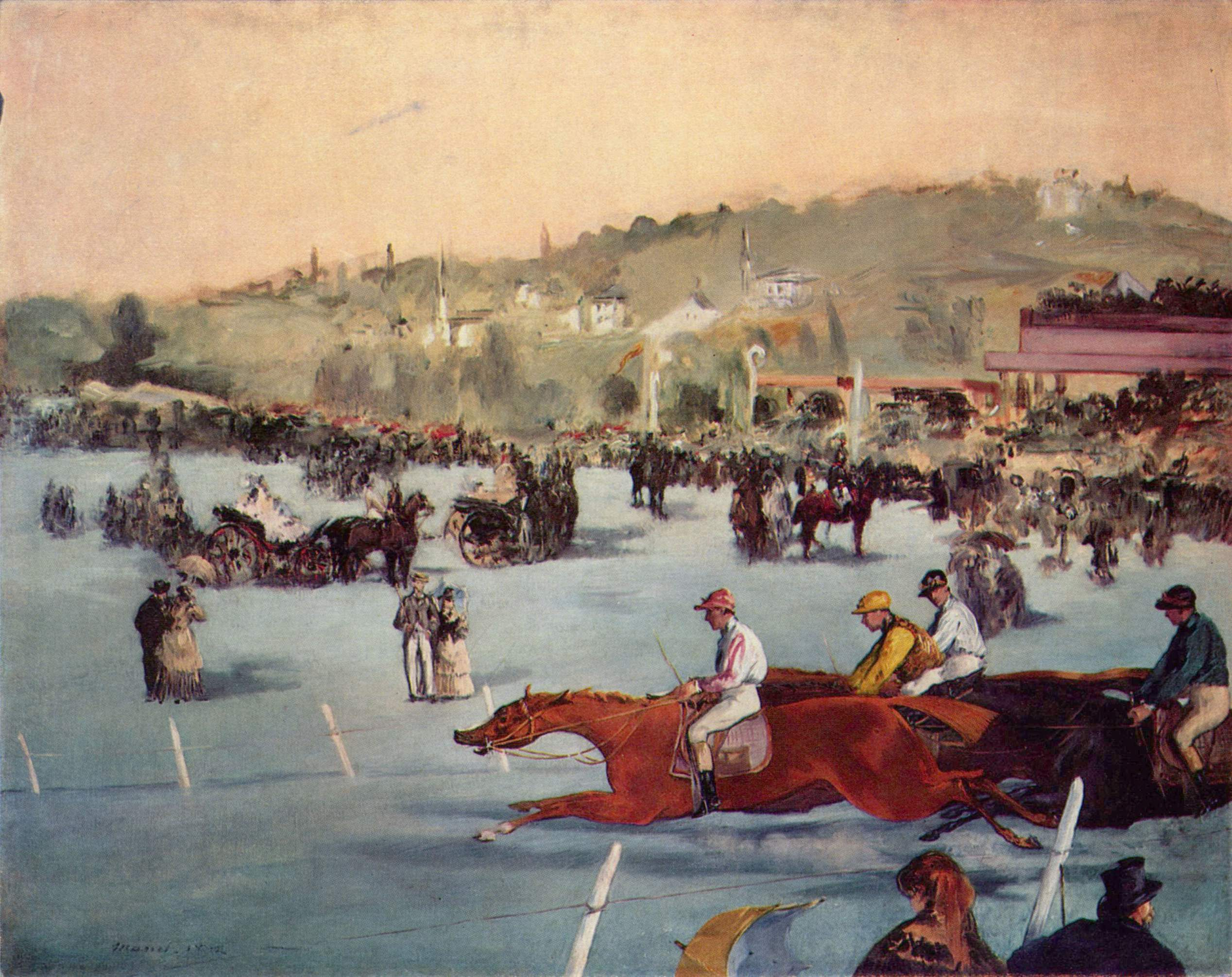
Jeźdźcy w Lasku Bulońskim. Édouard Manet, 1864

Król Henryk IV Burbon kazał zasadzić w lesie 15 tys. drzew morwowych z nadzieją założenia plantacji jedwabników i produkcji jedwabiu. Na początku XVIII w. Lasek Buloński stał się miejscem często odwiedzanym przez odpoczywające paryskie elity, a potem Ludwik XVI kazał udostępnić go wszystkim. Od tej pory lasek stał się jednym z najbardziej popularnych terenów wypoczynkowych paryżan. Napoleon III Bonaparte przekształcił go w park, a w 1857 powstał tu wielki hipodrom Hippodrome de Longchamp. Wreszcie w 1929 Lasek Buloński wszedł w granice Paryża.

Bois de Boulogne